# Morti nel 1664
| Questa pagina contiene informazioni ricavate automaticamente dalle voci biografiche con l'ausilio del template Bio e di un bot. L'aggiornamento è periodico e automatico e ricostruisce completamente la pagina. Se manca una persona in questa lista, sei pregato di non aggiungerla, ma accertati piuttosto che la sua voce biografica contenga il template Bio e che i dati anagrafici siano correttamente compilati. Se il template Bio manca, inseriscilo tu stesso o, in alternativa, metti l'avviso {{tmp\|Bio}} che ne segnala la mancanza. Se i dati riportati sono sbagliati, correggi direttamente la voce biografica; le modifiche saranno visibili in questa lista entro pochi giorni. Per chiarimenti vedi il progetto biografie. La lista contiene solo le 85 persone che sono citate nell'enciclopedia e per le quali è stato implementato correttamente il template Bio. Pagina aggiornata al 16 nov 2024. |

## Gennaio(5)
- 1º gennaio - Luigi I d'Este, nobile e militare italiano (n. 1594)
- 8 gennaio - Moïse Amyraut, teologo francese (n. 1596)
- 14 gennaio - Francesca Maddalena d'Orléans, nobile francese (n. 1648)
- 26 gennaio - Carlo Maranta, vescovo cattolico italiano (n. 1583)
- 27 gennaio - Carlo Giuseppe d'Asburgo, nobile e vescovo cattolico austriaco (n. 1649)

## Febbraio(3)
- 3 febbraio - Maddalena Corvina, miniatrice e pittrice italiana (n. 1607)
- 17 febbraio - Orazio Falconieri, nobile italiano (n. 1579)
- 21 febbraio - Fernando de Castro y Andrade, arcivescovo cattolico spagnolo (n. 1594)

## Marzo(2)
- 13 marzo - Ludovico Jacobilli, presbitero e storico italiano (n. 1598)
- 14 marzo - Clemente Molli, scultore italiano (n. 1599)

## Aprile(2)
- 4 aprile - Adam Willaerts, pittore e disegnatore olandese (n. 1577)
- 24 aprile - Silvio I Nimrod di Württemberg-Oels, duca (n. 1622)

## Maggio(5)
- 4 maggio - Cornelis de Graeff, politico olandese (n. 1599)
- 5 maggio - Giovanni Benedetto Castiglione, pittore e incisore italiano (n. 1609)
- 11 maggio - Salomon de Bray, pittore, poeta e architetto olandese (n. 1597)
- 19 maggio - Elisabetta di Borbone-Vendôme, nobile francese (n. 1614)
- 31 maggio - Celestino Bruno, vescovo cattolico e teologo italiano

## Giugno(4)
- 2 giugno - Enrico II di Guisa, arcivescovo francese (n. 1614)
- 13 giugno - Michel Corneille il Vecchio, pittore, incisore e insegnante francese
- 15 giugno - Bonifazio Graziani, compositore italiano
- 22 giugno - Katherine Philips, poetessa, letterata e traduttrice gallese (n. 1632)

## Luglio(7)
- 4 luglio - Giorgio III di Brieg, nobile polacco (n. 1611)
- 8 luglio - Giovanni Pellei, vescovo cattolico italiano
- 11 luglio - Philips Angel II, pittore, incisore e illustratore olandese (n. 1618)
- 12 luglio - Stefano della Bella, incisore italiano (n. 1610)
- 15 luglio - Enrico Volrado di Waldeck, nobile tedesco (n. 1642)
- 16 luglio - Andreas Gryphius, poeta e drammaturgo tedesco (n. 1616)
- 31 luglio - Goschwin Nickel, gesuita tedesco (n. 1582)

## Agosto(5)
- 3 agosto - Jacopo Vignali, pittore italiano (n. 1592)
- 7 agosto - Paul Le Jeune, gesuita francese (n. 1591)
- 22 agosto - Maria Cunitz, astronoma e matematica tedesca (n. 1610)
- 27 agosto - Cornelis Bega, pittore e incisore olandese (n. 1620)
- 27 agosto - Francisco de Zurbarán, pittore spagnolo (n. 1598)

## Settembre(5)
- 2 settembre - Antoine de Lalouvère, matematico e gesuita francese (n. 1600)
- 7 settembre - Andrea Cirino, teologo, letterato e storico italiano (n. 1618)
- 8 settembre - Samuel Guichenon, storico, genealogista e avvocato francese (n. 1607)
- 10 settembre - Giovanni Battista Scanaroli, vescovo cattolico italiano (n. 1579)
- 23 settembre - Laura del Bosco Ventimiglia, nobile italiana (n. 1610)

## Ottobre(5)
- 5 ottobre - Girolamo Nicolino, storico e giurista italiano (n. 1604)
- 9 ottobre - Cornelis van Dalen II, incisore, pittore e disegnatore olandese (n. 1638)
- 27 ottobre - Vincenzo Lorenzoni, notaio e politico sammarinese (n. 1583)
- 30 ottobre - Nanbu Shigenao, militare giapponese (n. 1606)
- 31 ottobre - Guglielmo Federico di Nassau-Dietz, nobile olandese (n. 1613)

## Novembre(8)
- 2 novembre - Gheorghe Ghica, nobile rumeno (n. 1600)
- 2 novembre - Giovanni Maria Pirella, giudice e militare spagnolo
- 4 novembre - Gaspar Alfonso Pérez de Guzmán, nobile spagnolo (n. 1602)
- 9 novembre - Camillo Pellegrino, scrittore, storico e storiografo italiano (n. 1598)
- 17 novembre - Nicolas Perrot d'Ablancourt, traduttore e scrittore francese (n. 1606)
- 18 novembre - Miklós Zrínyi, poeta croato (n. 1620)
- 28 novembre - Claude Chantelou, monaco cristiano francese (n. 1617)
- 30 novembre - Giovanni Battista Manzini, nobile, letterato e romanziere italiano (n. 1599)

## Dicembre(4)
- 17 dicembre - Francesco Gisulfo e Osorio, vescovo cattolico italiano (n. 1602)
- 25 dicembre - Niccolò I Ludovisi, nobile italiano (n. 1610)
- 25 dicembre - Diego de Egües y Beaumont, militare e politico spagnolo (n. 1608)
- 26 dicembre - Eleonora Dorotea di Anhalt-Dessau, nobile (n. 1602)

## Senza giorno specificato(30)
- Guru Har Krishan, mistico indiano (n. 1656)
- Christian Aagard, poeta danese (n. 1616)
- Pieter Balling, scrittore e traduttore olandese
- Anthony Burges, predicatore e religioso inglese
- Richard Byfield, religioso inglese (n. 1598)
- Daniel Cawdry, presbitero inglese (n. 1588)
- Giovanni Agostino Cucchi, anatomista, medico e filosofo italiano
- Giovanni Gonnelli, scultore italiano (n. 1603)
- Gu Hengbo, poetessa e pittrice cinese (n. 1619)
- Giovanni Guicciardi, nobile italiano (n. 1584)
- Juan Gutiérrez de Padilla, compositore spagnolo
- Leo van Heil, pittore e architetto fiammingo (n. 1605)
- Lambert de Hondt, pittore fiammingo (n. 1620)
- John Hoskins il Vecchio, pittore e miniatore inglese (n. 1590)
- John Hutchinson, politico britannico (n. 1615)
- Johannes Janssonius, cartografo, editore e incisore olandese (n. 1588)
- Richard Lee I, militare e politico britannico (n. 1617)
- Liu Rushi, poetessa, calligrafa e pittrice cinese (n. 1618)
- Cornelio Malvasia, nobile e militare italiano (n. 1603)
- Angelo Nardi, pittore italiano (n. 1584)
- Reinier Nooms, incisore, pittore e disegnatore olandese (n. 1623)
- Juan Pastor, vescovo cattolico e letterato spagnolo
- Qian Qianyi, poeta e storico cinese (n. 1582)
- Charles Racquet, organista e compositore francese (n. 1597)
- Francisco Salgado de Somoza, teologo e giurista spagnolo (n. 1590)
- Charlotte Stanley, contessa di Derby, nobile francese (n. 1599)
- Michiel Sweerts, pittore e incisore fiammingo (n. 1618)
- Ercole Teodoro Trivulzio, militare e nobile italiano (n. 1620)
- Yamauchi Tadayoshi, militare giapponese (n. 1592)
- Egbert van der Poel, pittore olandese (n. 1621)